# Борисав Челиковић
Борисав Челиковић (Лозањ код Горњег Милановца, 1962) српски је историчар, најпознатији по бављењу пореклом становништва Србије.

## Биографија
Рођен је 17. септембра 1962. године у селу Лозањ код Горњег Милановца, од оца Томислава и мајке Стаменке (девојачко презиме Дамњановић), дипломирани историчар, завршио Филозофски факултет у Београду 1987. на катедри за историју Византије, код професора Божидара Ферјанчића.
Радио је дванаест година као професор историје у гимназији у Горњем Милановцу. Од 2000-2004. био је директор горњомилановачке библиотеке „Браћа Настасијевић“, а потом до 2011. са прекидом директор Музеја Рудничко-таковског краја у Горњем Милановцу. Указом епископа Жичког од 1998-2004. обављао дужност вероучитеља при храму Свете Тројице у Горњем Милановцу. За рад и стваралачки допринос у ширењу културе награђен је 2008. године Златном значком Културно-просветне заједнице Србије, а 2012. за приређивачки рад у едицији „Корени“ – Повељом Миле Недељковић. Бави се историјом рудничко-таковског краја, историјом цркве, стрипа и планинарства. Његова библиографија броји преко 350 библиографских јединица, од којих је више 50 чине објављене и приређене књиге, од којих су најпознатије „Светилишта рудничког краја“, „50 казивања о Светој Гори и Хиландару“, „Одабрани радови епископа Иринеја Ђорђевића (коаутор др Драган Суботић)“...
Приређивач је едиције „Корени“ у издању Службеног гласника од њеног установљења.

## Породични живот
У браку са супругом Љиљаном (девојачко Савић), професорком историје и бившом директорком Гимназије „Таковски устанак“ у Горњем Милановцу, има сина Марка и кћерку Викторију.